# Kijewo (Szczecin)
Kijewo (niem. Rosengarten) – część miasta i osiedle administracyjne Szczecina, położone w dzielnicy Prawobrzeże przy węźle autostrady z Berlina i drogi ekspresowej S3 z drogą krajową nr 10. W granice Kijewa wchodzi także część Parku Leśnego Dąbie.

## Historia
Założone na mocy kontraktu z miastem Dąbie 29 grudnia 1752. 
Do 1937 Kijewo wchodziło w skład powiatu Randow, następnie (do 1939) jako dzielnica miasta Dąbie, dzielnica Wielkiego Szczecina (podczas II wojny światowej), od 1945 wieś w powiecie gryfińskim. W 1948 ponownie w granicach Szczecina. 
Do lat 60. lub 70. XX wieku czynna była linia kolejowa nr 417 ze Szczecina Dąbia przez Stare Czarnowo do wsi Sobieradz (do 1945 linia Finkenwalde–Neumark–Klein Schönfeld). 
Polską nazwę Kijewo wprowadzono oficjalnie na mocy rozporządzenia ministrów Administracji Publicznej i Ziem Odzyskanych z dnia 1 lipca 1947. Wcześniejszymi, tymczasowymi nazwami były: Czanew, Czanów, Osetno i Osetne Pole.
Na terytorium Kijewa znaleziono dwa toporki z epoki neolitu (8800–2200 p.n.e.). W epoce brązu (2200–700 p.n.e.) funkcjonowały tu osada i cmentarzysko ciałopalne, z którego wydobyto dwa naczynia gliniane.
Z okresu średniowiecza wydobyto osełka datowanego na XII w.
Graniczy od północy z Klęskowem, z Płonią od zachodu, od południa z Wielgowem, i od wschodu z Dąbiem.
Kiedyś do wsi należały Dunikowo (osiedle przemysłowe) oraz Kijewko.

## Właściciele Kijewa
- Radca wojenny Wagner
- Mistrz piekarski Werner
- Ogrodnik Birkholz (1780)
- I. Meyer (1818)
- Leśnik Schonratdt (1830)
- W.F. Meyer (1842)

W 1852 Kijewo uległo parcelacji na:
- Nową Kolonię (niem. Neue Kolonie) od Sowiej do Kurzej
- Starą Kolonię (niem. Rosenburg) Zwierzyniecka, Niedźwiedzia

## Ludność
- 1885 – 344 osoby
- 1925 – 1263 osoby
- 1935 – 1673 osoby
- 2003 – 2735 osób
- 2010 – 3124 osoby

## Komunikacja
Komunikację z innymi osiedlami Prawobrzeża zapewniają linie autobusowe nr: 54, 72, 73, 79, 84, 93.

## Geografia
Przez osiedle przepływają: rzeczka Niedźwiedzianka, dopływ Płoni tworząca Jeleni Staw, mająca swoje źródło w Puszczy Bukowej oraz rzeczka Trawna (dopływ Niedźwiedzianki). W Kijewie znajdują się także:
- Jeleni Staw
- Olszowy Staw
- Kijewski Staw
- Kiełpiński Staw

## Samorząd mieszkańców
Rada Osiedla Kijewo liczy 15 członków. W wyborach do Rady Osiedla Kijewo 20 maja 2007 roku nie odbyło się głosowanie na kandydatów z powodu ich zbyt małej liczby, mimo że przedłużono zgłaszanie o 3 dni. Na podstawie ordynacji wyborczej za wybranych członków rady osiedla miejska komisja wyborcza uznała 15 zarejestrowanych kandydatów. W wyborach do rady osiedla 13 kwietnia 2003 udział wzięło 262 głosujących, co stanowiło frekwencję 12,11%.
Samorząd osiedla Kijewo utworzono w 2003 roku wskutek podziału ówczesnego osiedla Majowe-Kijewo na osiedle Majowe oraz Kijewo.

## Kościół pw. św. Jadwigi Królowej
Świątynia mieści się przy ul. Orlej 12 i należy do parafii pod tym samym wezwaniem. Projektantem kościoła był inż. Marian Rozwarski. Budynek ma kształt litery „L”, przy czym dłuższe ramię stanowi hala kościoła, a w krótszym mieści się mieszkanie proboszcza i biuro parafialne. Budynek wykonany jest z nieotynkowanej cegły i przykryty dwuspadowym, blaszanym dachem. Kościół posiada niewielką wieżę z dobrze widocznym dzwonem. Świątynia została poświęcona 21.12.1997.
W listopadzie 2012 roku rozpoczęto budowę nowego Kościoła.

## Pomnik poległym w I wojnie światowej
W latach 20. XX wieku w parku przy ul. Zajęczej 5 postawiono pomnik poświęcony poległym w I wojnie światowej mieszkańcom Kijewa.
Pomnik zbudowany był z kamieni polnych tworzących kopiec, z centralnie umieszczoną tablicą z nazwiskami poległych mieszkańców Kijewa.
Do naszych czasów zachowały się jedynie kamienne stopnie prowadzące do pomnika.

## Cmentarz przy ul. Sowiej
Na początku XX wieku założono cmentarz z kaplicą, pomiędzy ulicami Pawią a Sowią.
Powierzchnia cmentarza wynosiła 0,73 ha.
Ostatnie pochówki miały miejsce w latach 30. XX wieku. Po wojnie większość nagrobków usunięto oraz rozebrano kaplicę cmentarną.
Do naszych zachowały się: część alei brzozowej, główny ciąg komunikacyjny cmentarza, betonowe schody kaplicy oraz 3 pomniki nagrobkowe.
Do 2008 schody oraz nagrobki leżały zniszczone i zaniedbane, były dostępne dla każdego, później je zabrano.

## Restauracje w Kijewie
Cafe Landhaus – ul. Lisia 15
Właścicielem lokalu był Albert Hacbart.
Po wojnie w miejscu kawiarni zbudowano nowy budynek mieszkalny.
Gasthof Rosengarten – ul. Zwierzyniecka 31
Restauracja i kręgielnia.
Właścicielem był Wilhelm Lutze.
Pozostałością restauracji jest pompa. Obecnie mieści się w tym miejscu komis samochodowy.
Gesellschaftshaus Rosengarten – ul. Zwierzyniecka 10. Właścicielami byli:
- Hermann Minge (1905)
- Ernst Schlaak
- Hermann Schulz
- Hermann Minge(1939)

## Szkoła w Kijewie
Szkoła w Kijewie znajdowała się przy ul. Niedźwiedziej 14, powstała na początku XX.
W latach 30. z powodu wzrastającej liczby dzieci do starego budynku dobudowano nowe trójkondygnacyjne skrzydło.
Obecnie budynek nie istnieje.
W miejscu szkoły znajduje się przystanek autobusowy oraz teren przy nowo budowanym bloku mieszkalnym.

## Leśniczówka
Na wschodnim odcinku ul. Zwierzynieckiej 16 znajdowała się leśniczówka w Kijewie.
Obecnie budynek nie istnieje, a mieści się tam teraz wjazd na autostradę.

## Rodzinny Dom Dziecka
Dom dziecka znajdował się na końcu ul. Zajęczej 5 przy drodze do Dunikowa.
Został wybudowany na początku XX wieku.
Właścicielem był F.Kostner.
Po wojnie rozebrany.

## Dzielnice Kijewa
Kijewo można podzielić na 4 rejony:
- Stare Kijewo,
- Bloki,
- Nowe Kijewo,
- przemysłową.

Stare Kijewo obejmuje tereny od ulicy Zwierzynieckiej na wschód do ulicy Kurzej.
Nowe Kijewo obejmuje obszar od ulicy Zwierzynieckiej na zachód do ulicy Sowiej.
Bloki obejmują ulice od Niedźwiedziej na północ do Tarpanowej.
Dzielnica przemysłowa obejmuje ulice Kalenicką i Olszynki Grochowskiej.

Galeria
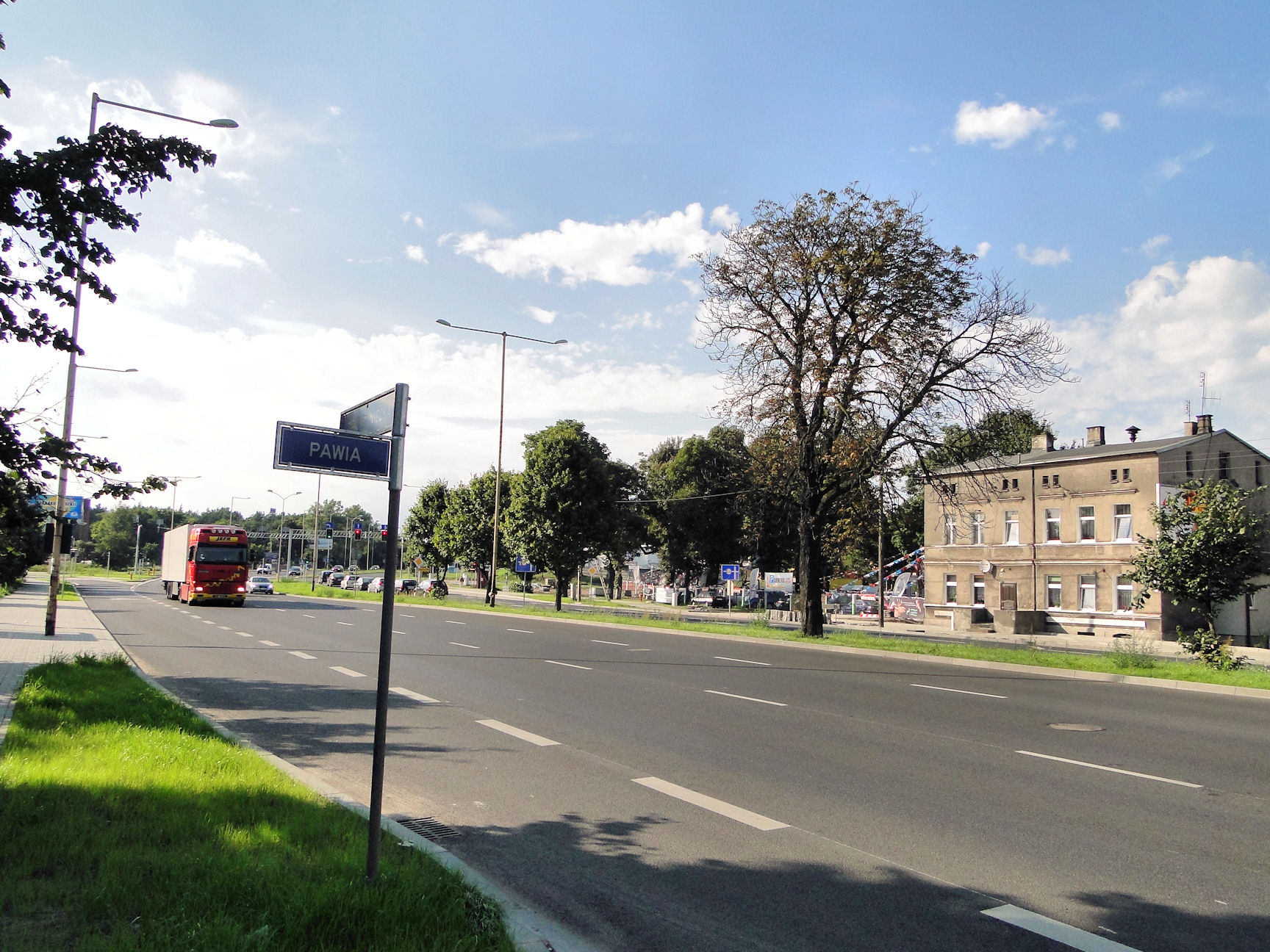
Ul. Zwierzyniecka – główny trakt komunikacyjny Kijewa
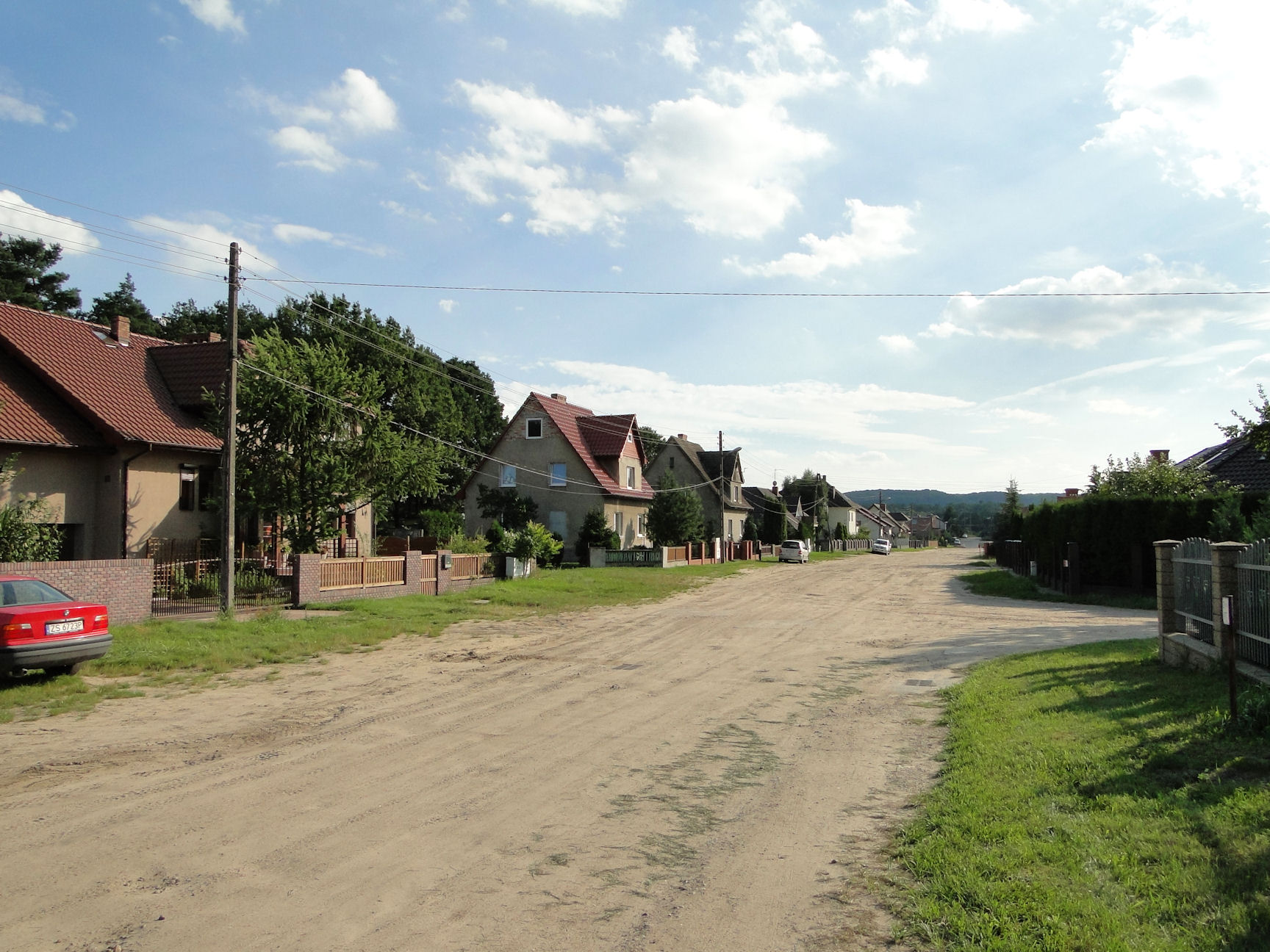
Stara zabudowa ul. Sowiej
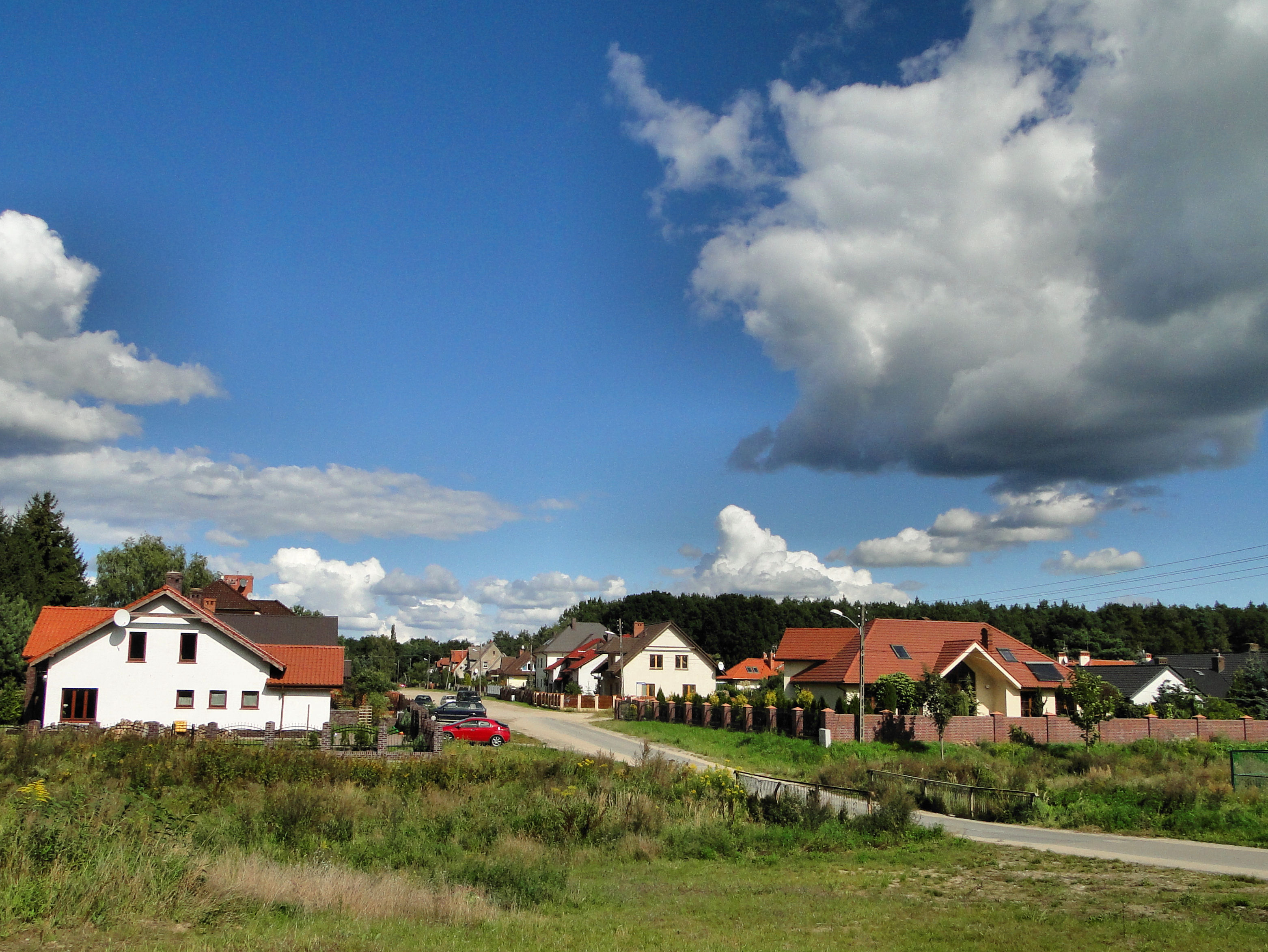
Nowa zabudowa ul. Sowiej
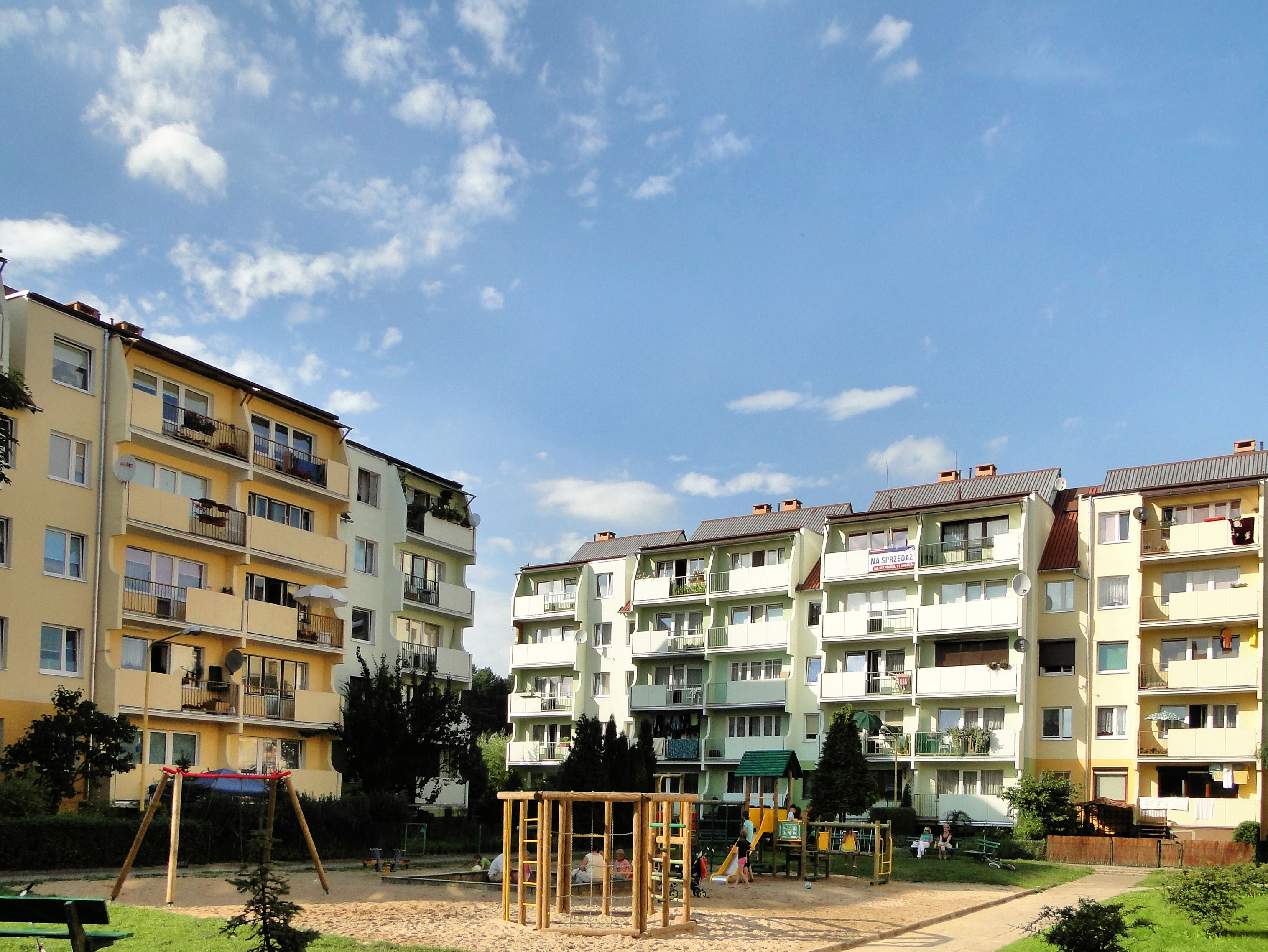
Nowe osiedle mieszkaniowe
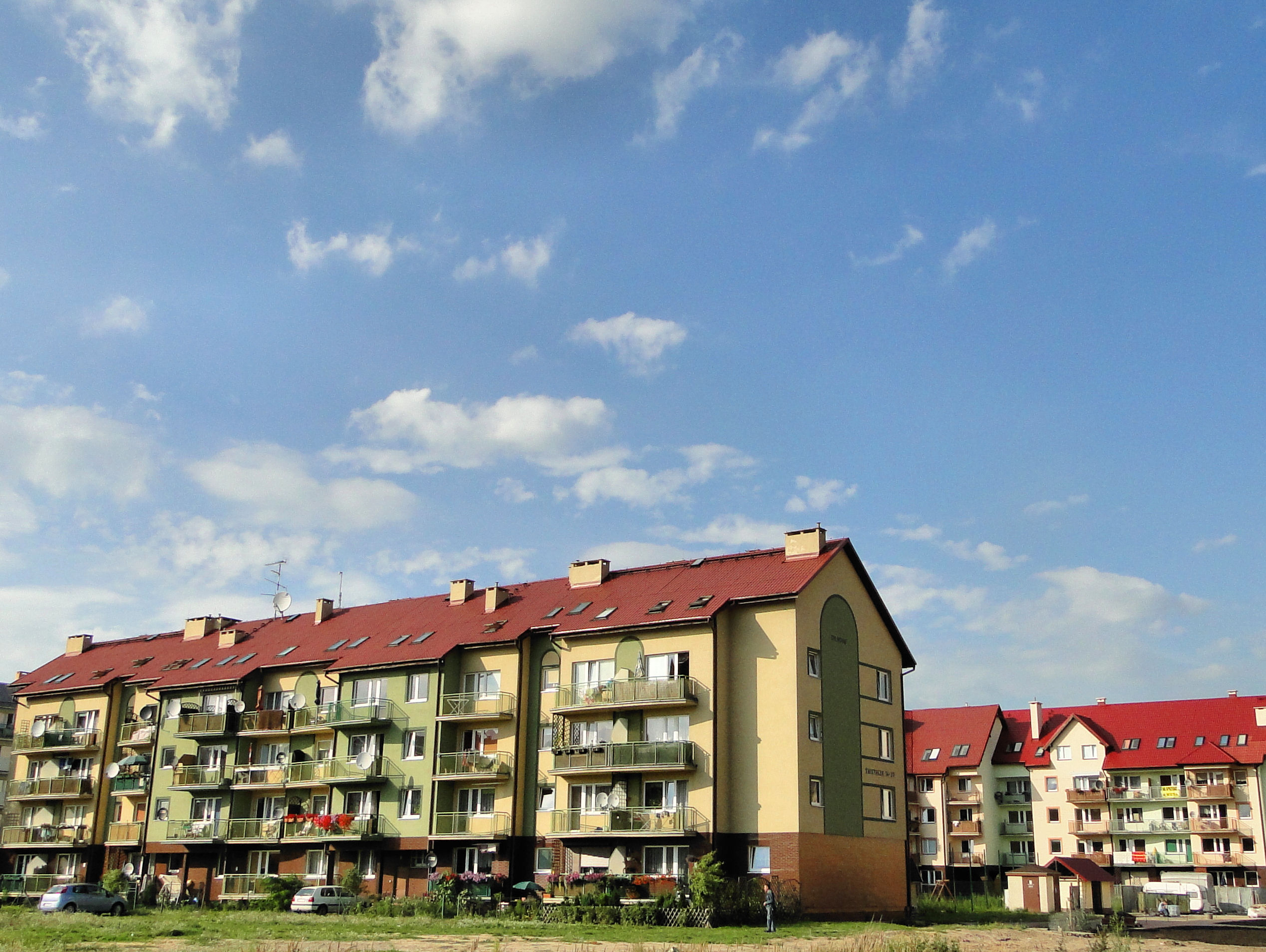
Nowe osiedle mieszkaniowe